# Standard Luik in het seizoen 1987/88
Een overzicht van Standard Luik in het seizoen 1987/88.

## Gebeurtenissen
Als gevolg van de Bellemansaffaire verkeerde Standard midden jaren 1980 in financiële moeilijkheden. In 1986 ging het bestuur op zoek naar een rijke investeerder die de club kon behoeden van het faillissement. De Franse zakenman Bernard Tapie toonde interesse, maar haakte uiteindelijk snel af. Via gewezen voetballer Bozidar "Bojo" Ban kwam Standard in november 1987 terecht bij Milan Mandarić. In ruil voor zijn investeringen kreeg de Amerikaan van Joegoslavische origine een aandeel in de club en het sportieve beleid in handen.
In de zomer van 1987 nam de club met René Desaeyere een jonge, ambitieuze coach in dienst. De Antwerpenaar zag hoe de club in diezelfde periode afscheid nam van onder meer de Joegoslavische spelmaker Vladimir Petrović en diens ervaren landgenoot Zoran Bojović van Cercle Brugge naar Luik haalde. Bij KSC Lokeren, de revelatie van het vorige seizoen, plukte Standard de Congolees-Belgische spits Dimitri M'Buyu weg.
Standard begon slecht aan het seizoen. De Rouches verloren achtereenvolgens van Racing Jet Brussel en KV Mechelen. Reeds in september 1987 werd Desaeyere aan de deur gezet. De club haalde vervolgens Michel Pavić terug naar Sclessin. Niet veel later probeerde diens landgenoot Mandarić in de bestuurskamer de macht te grijpen. De miljardair wilde een aandeel van meer dan 50 procent in de club, maar daar weigerden sterke man Jean Wauters en diens rechterhand André Duchene aan mee te werken. Reeds in februari 1988 kwam er een einde aan de samenwerking met Mandarić, die een decennium later zijn pijlen op Sporting Charleroi zou richten.
Ook Pavić haalde het einde van het seizoen 1987/88 niet. In april 1988 werd hij ontslagen door Roger Henrotay, die op 1 april was aangesteld als secretaris-generaal. Henrotay bereikte in die periode een akkoord met Georges Heylens, maar Lille OSC, de Franse werkgever van de Brusselse trainer, liet hun coach niet vertrekken. De Joegoslaaf werd uiteindelijk opgevolgd door technisch directeur Jef Vliers. Onder diens leiding eindigde Standard voor het tweede jaar op rij op de tiende plaats. De club wist wel nog de bekerfinale te bereiken. Daarin trof Standard het Anderlecht van Raymond Goethals, de sleutelfiguur van de Bellemansaffaire. Standard verloor het duel met 2-0.

## Selectie
| Keepers                |             |            |                                |
| Gilbert Bodart         | België      | 12-09-1962 | /                              |
| Benoît Mailleux        | België      | 26-01-1960 | Sporting Charleroi (1983–1986) |
| Chris Neuts            | België      | 14-05-1964 | KSC Hasselt (1986–1987)        |
| Verdedigers            |             |            |                                |
| Patrick Aussems        | België      | 06-02-1965 | /                              |
| Michel Collard         | België      | 05-09-1963 | /                              |
| Etienne Delangre       | België      | 12-02-1963 | /                              |
| Zoran Jelikić          | Joegoslavië | 04-08-1953 | Hajduk Split (1981–1983)       |
| Freddy Luyckx          | België      | 17-01-1959 | RFC Seraing (1981–1984)        |
| Daniël Nassen          | België      | 24-11-1966 | /                              |
| Michel Renquin         | België      | 03-11-1955 | Servette Genève (1982–1985)    |
| Thierry Siquet         | België      | 18-10-1968 | /                              |
| Gilles Thomas          | België      | 18-09-1964 | /                              |
| Michel Wintacq         | België      | 02-10-1955 | Club Luik (1979–1983)          |
| Middenvelders          |             |            |                                |
| Zoran Bojović          | Joegoslavië | 20-11-1956 | Cercle Brugge (1985–1987)      |
| Patrick Bonomi         | België      | 15-10-1965 | /                              |
| Jean-Marc Bosman       | België      | 03-10-1964 | /                              |
| Alfonso Fernández Leal | Spanje      | 25-06-1963 | /                              |
| Guy Hellers            | Luxemburg   | 10-10-1964 | FC Metz (1981–1983)            |
| Thierry Rouyr          | België      | 11-09-1966 | RFC Seraing (1984–1987)        |
| Guy Vandersmissen      | België      | 25-12-1957 | /                              |
| Aanvallers             |             |            |                                |
| Alex Czerniatynski     | België      | 28-07-1960 | RSC Anderlecht (1982–1985)     |
| Claudio de Oliveira    | Brazilië    | 10-12-1960 | Beerschot (1982–1987)          |
| Dimitri M'Buyu         | België      | 31-10-1964 | KSC Lokeren (1983–1987)        |
| Srebrenko Repčić       | Joegoslavië | 01-12-1954 | Fenerbahçe (1983–1985)         |
| Jeff Saibene           | Luxemburg   | 13-09-1968 | Union Luxembourg (1985–1986)   |

 = Aanvoerder

### Technische staf
|                     |                       |               |                                    |
| Functie             | Naam                  | Nationaliteit | Opmerking                          |
| Technisch directeur | Jef Vliers            | België        | Hoofdcoach vanaf april 1988.       |
| Coach               | Michel Pavić          | Joegoslavië   | Van september 1987 tot april 1988. |
| Coach               | René Desaeyere (foto) | België        | Tot september 1987.                |
| Kiné                | Jean Bourguignont     | België        |                                    |

## Resultaten
Een overzicht van de competities waaraan Standard in het seizoen 1987-1988 deelnam.
| Seizoen 1987/88  | Seizoen 1987/88 | Seizoen 1987/88                   |
| Competitie       | Resultaat       | Uitgeschakeld door / Tegenstander |
| ---------------- | --------------- | --------------------------------- |
| Eerste Klasse    | Tiende          |                                   |
| Beker van België | Finalist        | RSC Anderlecht                    |

## Uitrustingen
Shirtsponsor(s): Opel

Sportmerk: adidas
| Thuis | Uit | Doelman | Doelman |

## Transfers

### Zomer
| Naam                | Nationaliteit | Van / Naar      | Type     |
| ------------------- | ------------- | --------------- | -------- |
| Inkomend            |               |                 |          |
| Zoran Bojović       | Joegoslavië   | Cercle Brugge   | Gekocht  |
| Claudio de Oliveira | Brazilië      | Beerschot       | Gekocht  |
| Dimitri M'Buyu      | België        | KSC Lokeren     | Gekocht  |
| Thierry Rouyr       | België        | RFC Seraing     | Gekocht  |
| Chris Neuts         | België        | KSC Hasselt     | Gekocht  |
| Uitgaand            |               |                 |          |
| Vladimir Petrović   | Joegoslavië   | AS Nancy        | Verkocht |
| Edwin Somers        | België        | FC Winterslag   | Verkocht |
| Philippe Thonus     | België        | RFC Malmundaria | Verkocht |
| Giuseppe Di Miceli  | België        | RE Virton       | Verkocht |

## Eerste klasse

### Klassement
|         |    |                         | P  | W  | G  | V  | +  | -  | DS  | Ptn |
| ------- | -- | ----------------------- | -- | -- | -- | -- | -- | -- | --- | --- |
| K       | 1  | Club Brugge KV          | 34 | 23 | 5  | 6  | 74 | 34 | 40  | 51  |
| (EC II) | 2  | KV Mechelen             | 34 | 21 | 7  | 6  | 50 | 24 | 26  | 49  |
| (UEFA)  | 3  | R. Antwerp FC           | 34 | 20 | 9  | 5  | 75 | 40 | 35  | 49  |
| (beker) | 4  | RSC Anderlecht          | 34 | 18 | 9  | 7  | 64 | 27 | 37  | 45  |
| (UEFA)  | 5  | RFC Liégeois            | 34 | 14 | 16 | 4  | 52 | 28 | 24  | 44  |
| (UEFA)  | 6  | KSV Waregem             | 34 | 16 | 7  | 11 | 50 | 43 | 7   | 39  |
|         | 7  | KSV Cercle Brugge       | 34 | 12 | 9  | 13 | 48 | 45 | 3   | 33  |
|         | 8  | R. Charleroi SC         | 34 | 11 | 10 | 13 | 39 | 48 | −9  | 32  |
|         | 9  | KV Kortrijk             | 34 | 11 | 9  | 14 | 40 | 54 | −14 | 31  |
|         | 10 | Standard Luik           | 34 | 11 | 8  | 15 | 46 | 51 | -5  | 30  |
|         | 11 | K. Sint-Truidense VV    | 34 | 10 | 9  | 15 | 30 | 39 | −9  | 29  |
|         | 12 | RWD Molenbeek           | 34 | 8  | 12 | 14 | 33 | 48 | −15 | 28  |
|         | 13 | K. Beerschot VAV        | 34 | 10 | 7  | 17 | 39 | 49 | −10 | 27  |
|         | 14 | KSK Beveren             | 34 | 8  | 11 | 15 | 36 | 38 | −2  | 27  |
|         | 15 | KFC Winterslag          | 34 | 10 | 6  | 18 | 32 | 74 | −42 | 26  |
|         | 16 | KSC Lokeren             | 34 | 9  | 8  | 17 | 42 | 47 | −5  | 26  |
| D       | 17 | AA Gent                 | 34 | 8  | 9  | 17 | 34 | 60 | −26 | 25  |
| D       | 18 | Racing Jet de Bruxelles | 34 | 7  | 7  | 20 | 21 | 56 | −35 | 21  |

P: wedstrijden gespeeld, W: wedstrijden gewonnen, G: gelijke spelen, V: wedstrijden verloren, +: gescoorde doelpunten, -: doelpunten tegen, DS: doelsaldo, Ptn: totaal punten
K: kampioen, D: degradeert, (beker): bekerwinnaar, (UEFA): geplaatst voor UEFA-beker

## Afbeeldingen

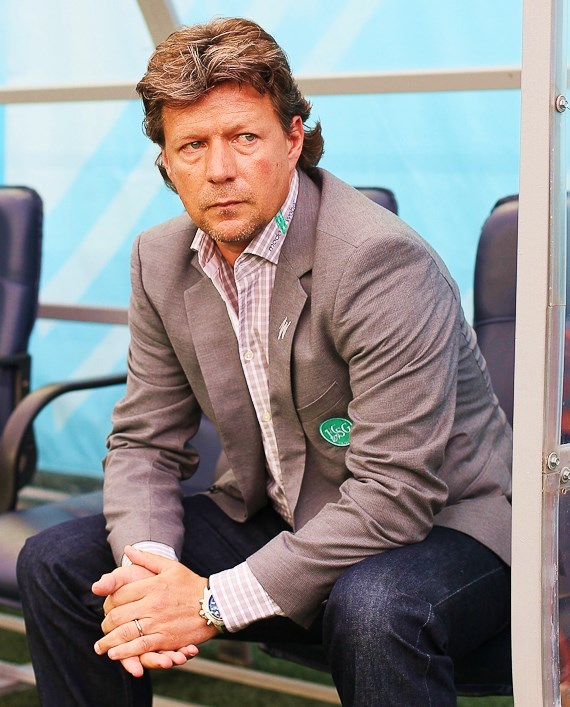
Jeff Saibene (aanvaller)